# Cathédrale de Mazara del Vallo
La cathédrale de Mazara del Vallo, de son nom complet basilique mineure du Saint-Sauveur, est une église catholique romaine de Mazara del Vallo, en Italie. Il s'agit de la cathédrale du diocèse de Mazara del Vallo.
Le Grand-Comte normand Roger Ier de Sicile fait construite cette église à plan basilical pour accueillir le siège de l'évêché de Mazara qu'il vient de fonder.
Après son total remaniement à la fin du XVIIe siècle, il ne subsiste de l'architecture normande que les murs du transept et les absides percées de fenêtres aux arcs arabes.
La façade est ornée d'un bas-relief du XVIe siècle représentant Roger Ier à cheval terrassant un musulman.

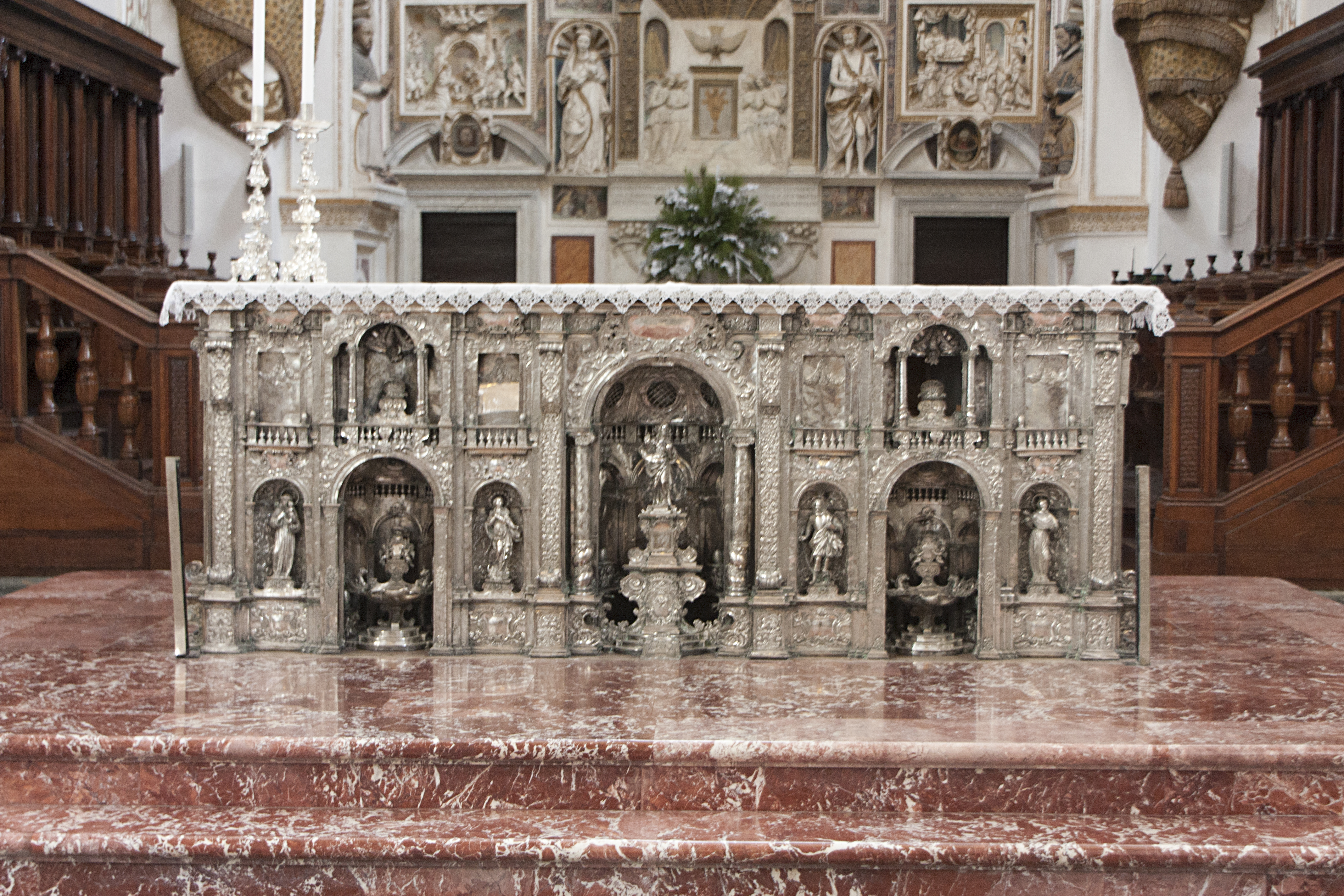
Maître-autel de 2001 fait à partir d'antependiums en argent fabriqués par les maîtres-orfèvres de Trapani au XVIIIe siècle.
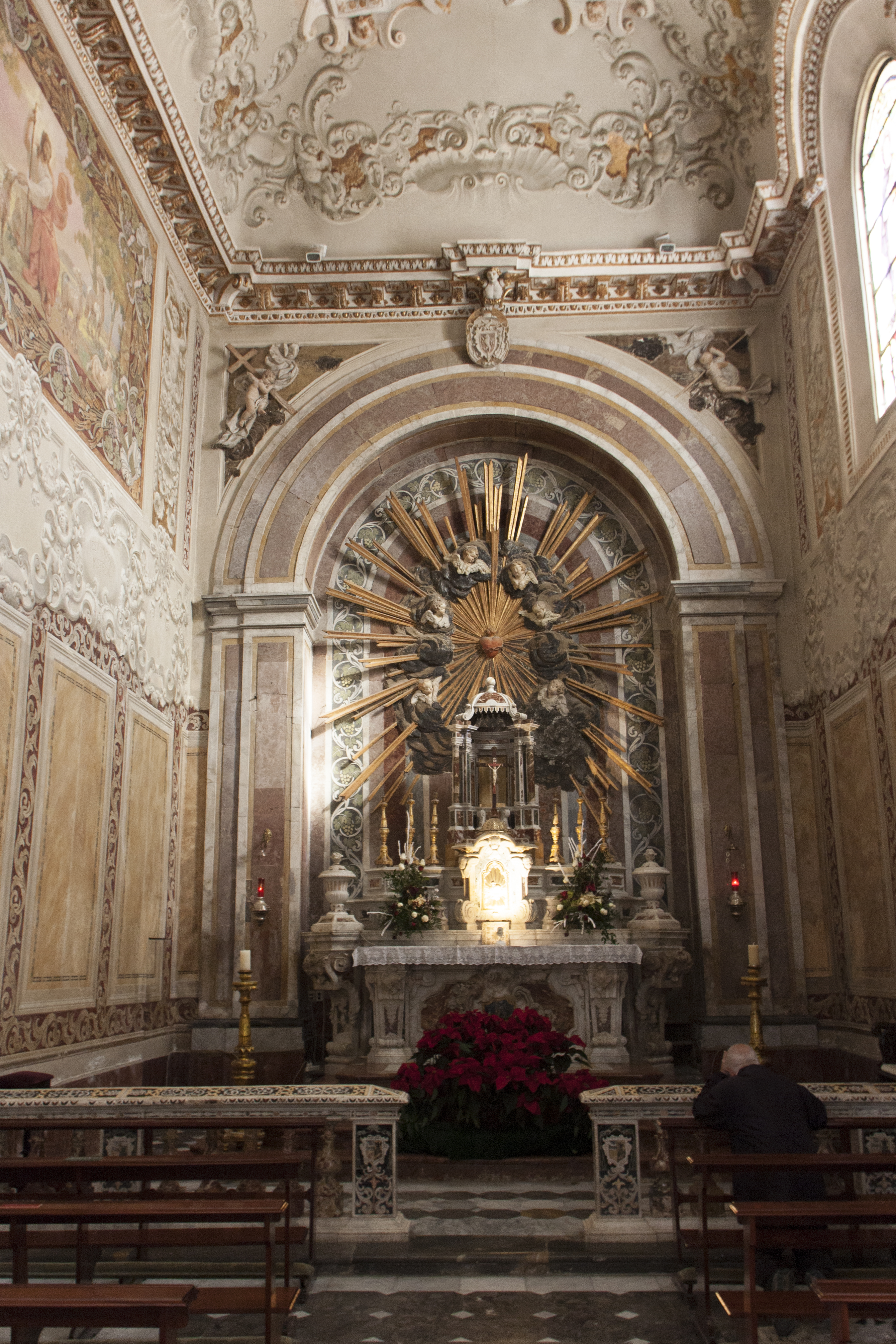
La chapelle du Saint-Sacrement.
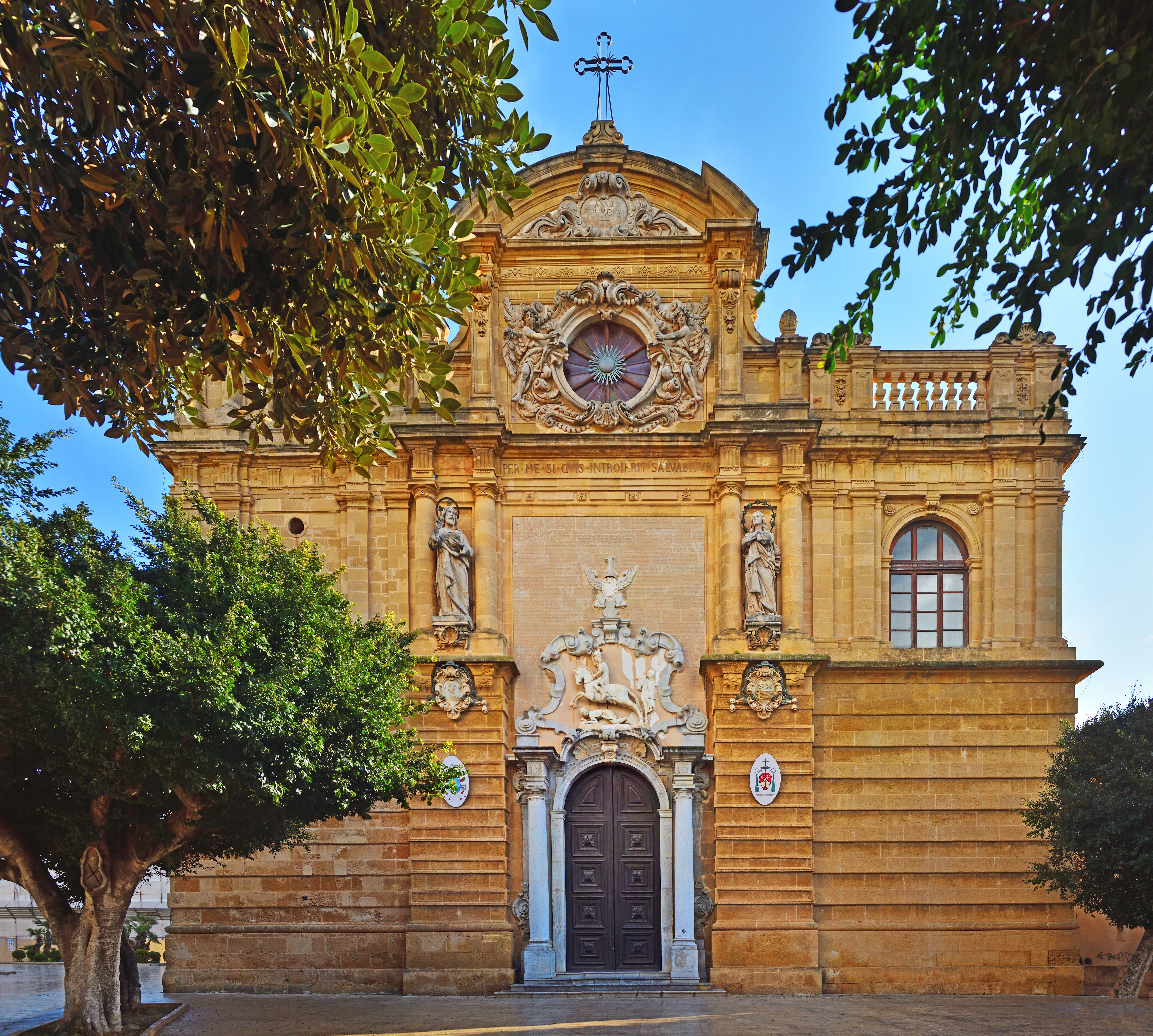
façade